# Jubileo (aniversario)

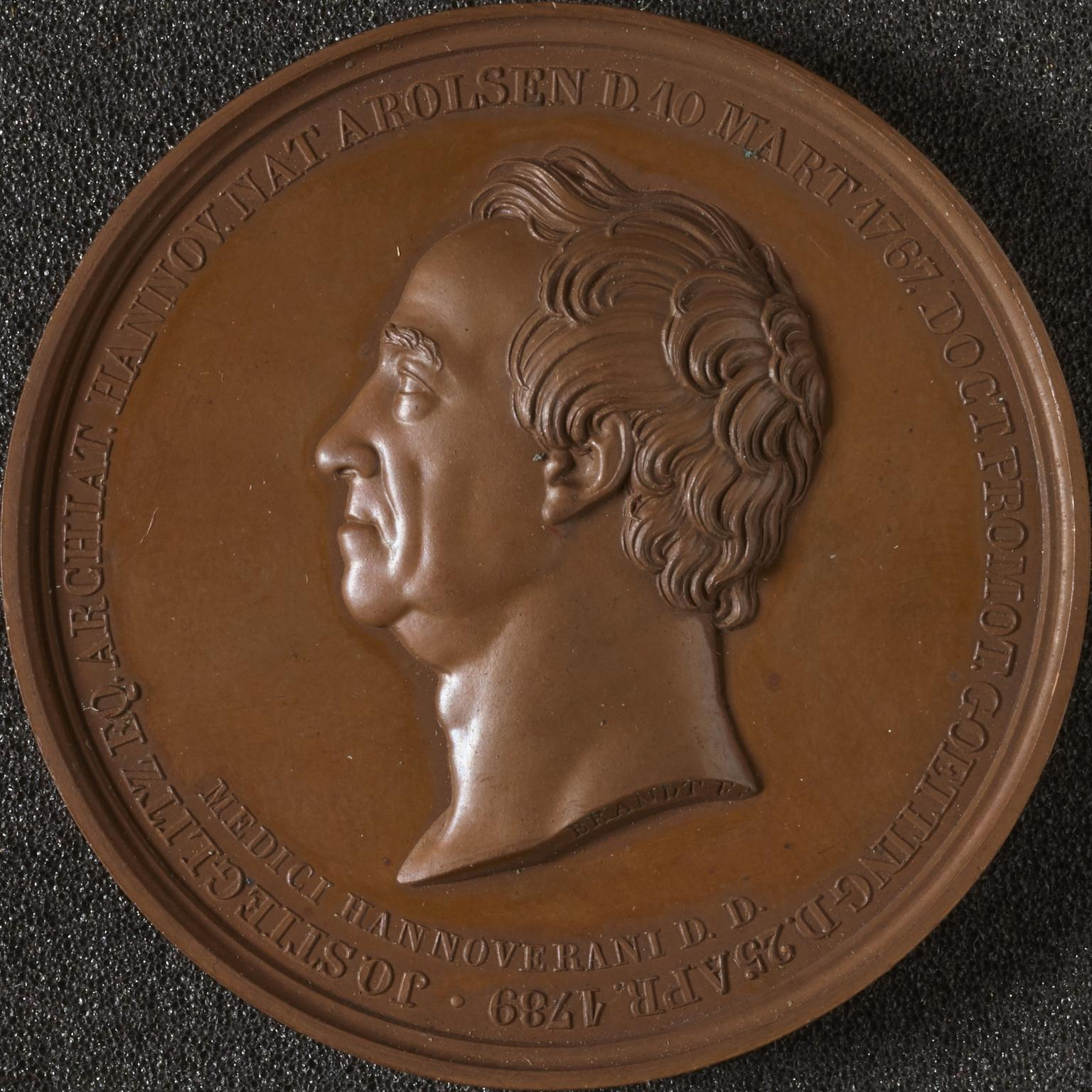
Medalla Franz Brandt de los Doctores por el 50 aniversario del doctorado del doctor Johann Stieglitz.

Un jubileo es el aniversario particular de un acontecimiento, por lo general el 25º, el 40.º, el 50.º, el 60.º y el 70.º aniversario. En la actualidad, el término se utiliza a menudo para designar las celebraciones asociadas al reinado de un monarca una vez transcurrido un número determinado de años.

## Uso religioso
El año jubilar (en hebreo: יובל yovel) (cada quincuagésimo año) y el año sabático (cada séptimo año) son mandamientos bíblicos relativos a la propiedad de la tierra y los esclavos. Las leyes relativas al año sabático siguen siendo observadas por muchos judíos religiosos en el Estado de Israel, mientras que el jubileo no se observa desde hace muchos siglos. Según la Biblia hebrea, cada séptimo año se ordena a los agricultores de la tierra de Israel que dejen sus tierras sin cultivar y se libera a los esclavos. La celebración del Jubileo es el quincuagésimo año, es decir, el año después de siete ciclos sabáticos.
En la tradición católica romana, un Jubileo es un año de perdón de los pecados y también del castigo debido al pecado.

## Términos para aniversarios
- Jubileo de plata, para un 25.º aniversario.
- Jubileo de rubí, para un 40.º aniversario.
- Jubileo de oro, para un 50.º aniversario.
- Jubileo de diamante, para un 60.º o 75.º aniversario.[6][7]
- Jubileo de zafiro, para un 65.º aniversario.
- Jubileo de platino, para un 70.º aniversario.

Estos términos también son utilizados como conceptos generales en el mundo moderno.